# Gedson Fernandes
Gedson Carvalho Fernandes (sinh ngày 9 tháng 1 năm 1999) là một cầu thủ bóng đá người Bồ Đào Nha thi đấu cho CLB Beşiktaş ở vị trí tiền vệ.

## Sự nghiệp câu lạc bộ
Vào ngày 11 tháng 2 năm 2017, Fernandes có màn ra mắt cho Benfica B trong trận đấu tại LigaPro 2016–17 trước Aves.

## Danh hiệu

### Câu lạc bộ
Benfica
- Primeira Liga: 2018–19[2]

Beşiktaş
- Turkish Cup: 2023–24
- Turkish Super Cup: 2024[3]

### Quốc tế
U-17 Bồ Đào Nha
- Giải vô địch bóng đá U-17 châu Âu: 2016

### Cá nhân
- Giải vô địch bóng đá U-17 châu Âu 2016 Đội hình tiêu biểu[5]